# Сельское поселение Саминское
Сельское поселение Саминское — упразднённое сельское поселение в составе Вытегорского района Вологодской области.
Центр — посёлок Октябрьский.

## География
Расположено на северо-западе области. Граничит:
- на юге с Андомским и Янишевским сельскими поселениями,
- на востоке с Архангельской областью,
- на севере с Республикой Карелия,
- на западе с Онежским озером.

По территории с юга на север проходит автодорога А119. Большинство населённых пунктов расположены вдоль этой дороги, восточная и северная части территории не населены. На территории множество озёр и рек. Крупнейшие из них:
Самина, вытекающая из Саминского озера, и её притоки: Пажия, Куржекса (с притоками Торика, Снежница, Сарожа), Матручей, Турнега, Челма, Хмелевица, Пертручей, Сахатручей;
Карнач.

## История
В 1920-30х годах был создан Андомский леспромхоз. В 1950-х годах было решено построить один большой лесной посёлок вместо нескольких мелких, в которых жили рабочие леспромхоза. В октябре 1959 года на берегу реки Самина началось строительство посёлка, которому дали название Октябрьский.
Саминский сельсовет был образован в 1955 году при объединении четырёх сельсоветов:
- Титовский сельсовет, в состав которого входили деревни: Саминский погост, Силово, Чёково, Крюковская, Титово, Берег, Пигарёво, Анциферово, Лахново, Загородская, Антоново, лесные участки Десяток и Ялега.
- Слободской сельсовет, в состав которого входили деревни: Большая, Першино, Новая, Подбережье, Горняя.
- Куржекский сельсовет, в состав которого входили деревни: Ильинцы, Киселёво, Тикачёво, Осиновец, Старково, Мироново, п. Турнега.
- Низовский сельсовет, в состав которого входили деревни: Вашуково, Никулино, Лечино, Усть-Пажье, Мишино.

1 января 2006 года в соответствии с Федеральным законом № 131 «Об общих принципах организации местного самоуправления в Российской Федерации» Саминский сельсовет был преобразован в сельское поселение.
Законом Вологодской области от 2 ноября 2016 года № 4042-ОЗ были преобразованы, путём их объединения сельские поселения Андомское и Саминское — в сельское поселение Андомское с административным центром в селе Андомский Погост.

## Экономика
Основная сфера экономики сельского поселения — заготовка древесины и производство пиломатериалов.
В 1980-х годах на территории Саминского сельсовета было 3 животноводческих фермы с молочным стадом более 600 голов.
С 1961 года в посёлке Октябрьский была открыта начальная школа, с 1965 года — восьмилетняя, с 1973 года — десятилетняя. Действуют клуб, две библиотеки.

## Населённые пункты
С июля 2020 года в состав сельского поселения входят 15 населённых пунктов, в том числе:
- 14 деревень,
- 1 посёлок.

| Населённый пункт         | ОКАТО          | Рег. номер | Расстояние до районного центра, км | Индекс | Координаты                      |
| ------------------------ | -------------- | ---------- | ---------------------------------- | ------ | ------------------------------- |
| деревня Анциферово       | 19 222 852 002 | 3074       | 46                                 | 162926 | 61°20′32″ с. ш. 36°36′42″ в. д. |
| деревня Берег            | 19 222 852 003 | 3075       | 45,5                               | 162926 | 61°20′46″ с. ш. 36°36′17″ в. д. |
| деревня Вашуково         | 19 222 852 004 | 3076       | 37                                 | 162926 | 61°18′11″ с. ш. 36°36′40″ в. д. |
| деревня Загородская      | 19 222 852 005 | 3077       | 46,5                               | 162926 | 61°21′20″ с. ш. 36°37′16″ в. д. |
| деревня Каньшино         | 19 222 852 006 | 3078       | 51,5                               | 162926 | 61°22′54″ с. ш. 36°39′23″ в. д. |
| деревня Крюковская       | 19 222 852 007 | 3079       | 45                                 | 162926 | 61°21′00″ с. ш. 36°35′54″ в. д. |
| деревня Лахново          | 19 222 852 008 | 3080       | 46                                 | 162926 | 61°20′47″ с. ш. 36°36′40″ в. д. |
| деревня Никулино         | 19 222 852 011 | 3083       | 40                                 | 162926 | 61°18′50″ с. ш. 36°36′49″ в. д. |
| посёлок Октябрьский      | 19 222 852 012 | 3084       | 51                                 | 162927 | 61°22′54″ с. ш. 36°37′46″ в. д. |
| деревня Пигарево         | 19 222 852 013 | 3085       | 46                                 | 162926 |                                 |
| деревня Саминский Погост | 19 222 852 001 | 3073       | 45                                 | 162926 | 61°20′44″ с. ш. 36°35′48″ в. д. |
| деревня Силово           | 19 222 852 014 | 3086       | 44                                 | 162926 | 61°20′24″ с. ш. 36°35′38″ в. д. |
| деревня Тикачево         | 19 222 852 015 | 3087       | 56                                 | 162926 | 61°24′02″ с. ш. 36°42′30″ в. д. |
| деревня Титово           | 19 222 852 016 | 3088       | 46                                 | 162926 | 61°21′11″ с. ш. 36°36′05″ в. д. |
| деревня Чеково           | 19 222 852 018 | 3090       | 44,5                               | 162926 |                                 |

Упразднённые
| Населённый пункт   | ОКАТО          | Рег. номер | Расстояние до районного центра, км | Индекс | Координаты                      |
| ------------------ | -------------- | ---------- | ---------------------------------- | ------ | ------------------------------- |
| деревня Лечино     | 19 222 852 009 | 3081       | 38                                 | 162926 | 61°18′45″ с. ш. 36°37′33″ в. д. |
| деревня Мишино     | 19 222 852 010 | 3082       | 41                                 | 162926 | 61°18′54″ с. ш. 36°37′27″ в. д. |
| деревня Усть-Пажье | 19 222 852 017 | 3089       | 37                                 | 162926 |                                 |